# Bahnhof Offenbach (Main) Ost
Offenbach (Main) Ost ist ein Bahnhofsteil des Offenbacher Hauptbahnhofs in der hessischen Stadt Offenbach am Main. Heute dient er ausschließlich dem S-Bahn-Verkehr.

## Geschichte

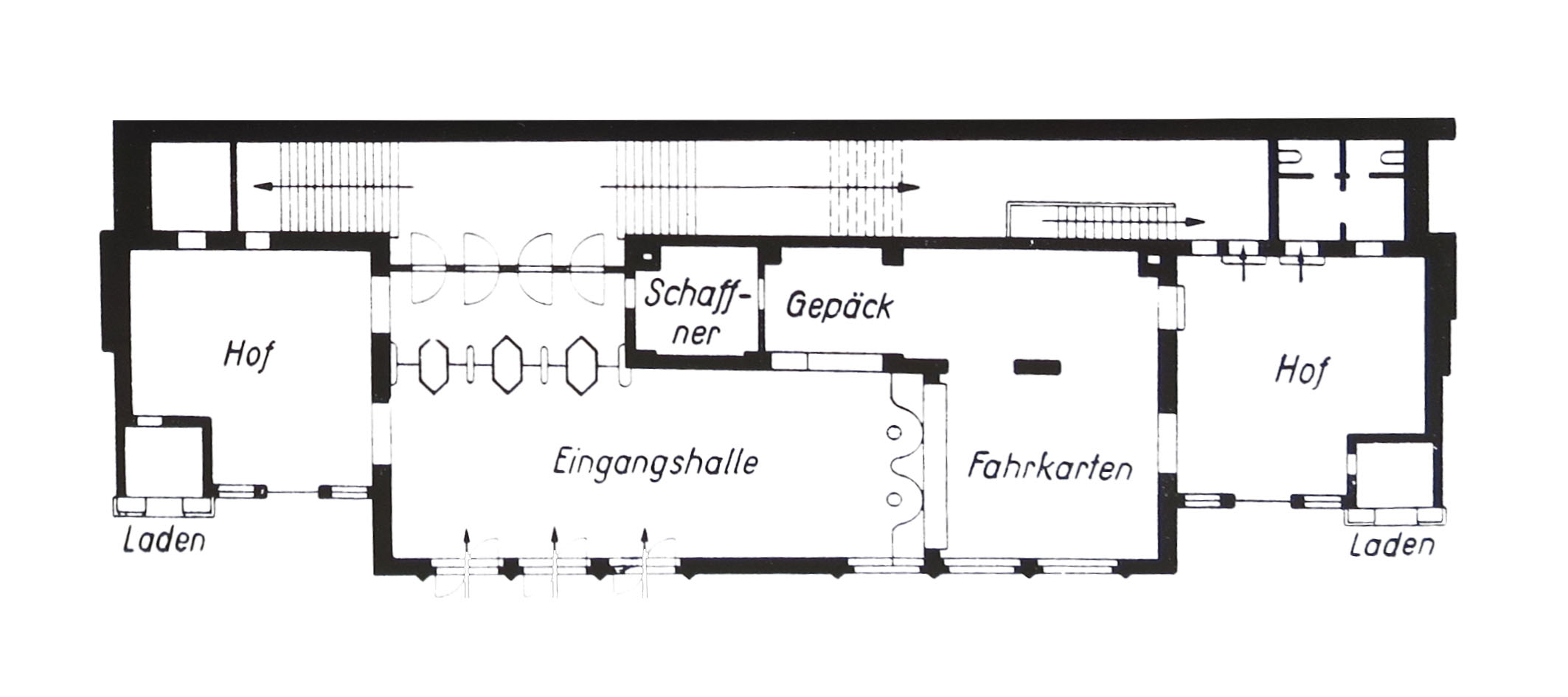
Grundriss des Empfangsgebäudes von 1929

Der Offenbacher Ostbahnhof wurde am 15. November 1873 als Bahnhof an der Strecke Frankfurt–Bebra der Preußischen Staatseisenbahnen eröffnet. Am 30. Oktober 1896 wurde die Rodgaubahn (Bahnstrecke Offenbach–Reinheim) der Großherzoglich Hessische Staatseisenbahnen angeschlossen, die hier einen eigenen Bahnhof erhielt.
Im Jahr 1929 erhielt der Bahnhof ein neues Empfangsgebäude. Der kubische Backsteinbau war in Formen der frühen Moderne gestaltet und eines der wenigen Beispiele dieser Stilrichtung im Bahnhofsbau. Er galt als Kulturdenkmal nach dem Hessischen Denkmalschutzgesetz. Im Zuge des Baus der südmainischen S-Bahn wurde dieses Empfangsgebäude abgerissen.
Am 23. Mai 1995 wurde die S-Bahn-Strecke Frankfurt Schlachthof–Hanau eröffnet, die durch den City-Tunnel Offenbach führt und zwischen Offenbach (Main) Ost und Hanau parallel zur bestehenden Fernbahnstrecke verläuft. Seitdem verkehren in Offenbach (Main) Ost ausschließlich die S-Bahn-Linien S1, S2, S8 und S9. Auf der Rodgaubahn verkehrt seit 2003 die S-Bahn-Linie S1 der S-Bahn Rhein-Main bis Rödermark-Ober-Roden, wo Anschluss an die 1905 eröffnete Dreieichbahn nach Dieburg besteht.

## Infrastruktur

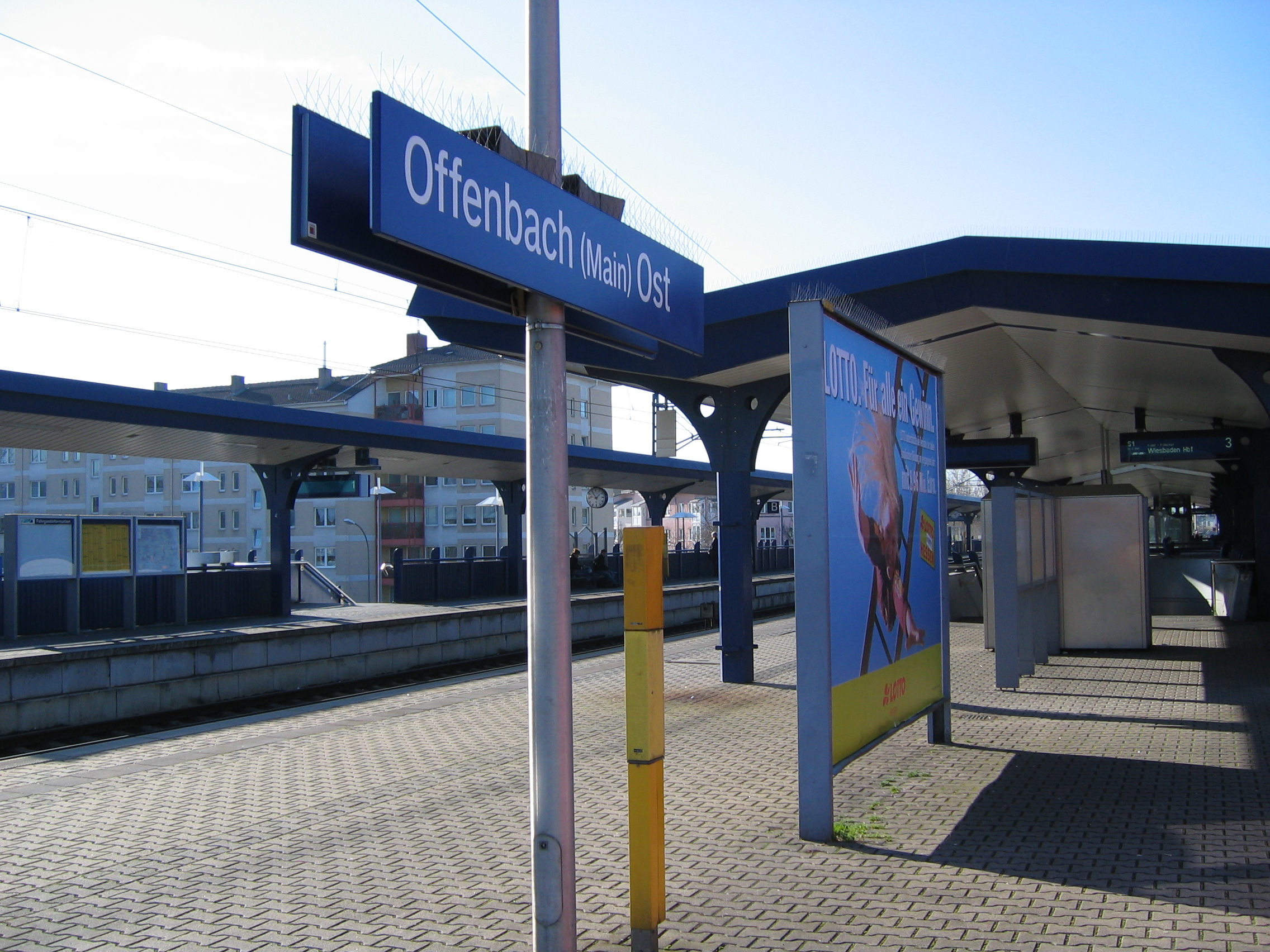
Bahnhof Offenbach (Main) Ost

Der Bahnhof verfügt über drei Bahnsteiggleise, die im S-Bahn-Verkehr regelmäßig genutzt werden. Die Ferngleise der Bahnstrecke Frankfurt–Göttingen nördlich der S-Bahn-Gleise verfügen über keinen Bahnsteig und sind von den S-Bahn-Gleisen durch eine Schallschutzwand abgetrennt.
Am westlichen Bahnhofskopf führen zwei Gleise in den City-Tunnel Offenbach, ein Gleis führt zum Offenbacher Hauptbahnhof. Am östlichen Bahnhofskopf verzweigen sich die S-Bahn-Strecken niveaugleich in Richtung Hanau und Offenbach-Bieber. Zwischen den Gleisen der Strecke nach Hanau befindet sich eine Abstellanlage für S-Bahn-Züge, in der zahlreiche aus Frankfurt in Offenbach Ost endende Züge wenden.

## Fahrgastinformation
Zwischen 1994 und 1995, im Zuge der Eröffnung der Strecke Frankfurt Schlachthof–Hanau, wurden in der Straßenunterführung vier Gleisanzeiger in Fallblatttechnik aufgehängt. Zwei davon waren in doppelseitiger Ausführung vorhanden und direkt an der Stelle in der Unterführung platziert, an der sich die Treppenaufgänge zu den Gleisen befinden. Die anderen zwei waren in einseitiger Wandausführung gebaut, und an den südlichen Backsteinwänden außen parallel zum Lämmerspieler Weg angebracht.
Gebaut von KRONE Informationssysteme im System 8200, informierten sie die Fahrgäste darüber, an welchem Gleis der nächste Zug Richtung Hanau, Ober-Roden oder Dietzenbach abfährt. Die Bauform war eine Sonderanfertigung für den Bahnhof Offenbach Ost mit den Maßen 800 × 644 mm und wurde in der Form kein zweites Mal in Deutschland gebaut.
Hierbei gab es zum Zeitpunkt der Aufstellung eine Besonderheit: Da geplant war den Bahnhof Dietzenbach im Jahr 2003 an die Frankfurter S-Bahn anzuschließen, wurden die Anzeiger bereits bei ihrer Aufstellung auf die Anzeige von Zügen nach Dietzenbach vorbereitet, zeigten aber bis 2013, also gut 10 Jahre lang, keine Gleisinformation an.
Im Jahr 2020 wurden die beiden doppelseitigen Anzeiger in der Unterführung durch die DB abgebaut und laut eigener Aussage in ein Museum gebracht. Die in deutlich schlechterem Zustand befindlichen einseitigen Ausführungen an der südlichen Wand der Unterführung verblieben dort bis zu ihrer Demontage am 6. Januar 2024. Mit der Demontage dieser beiden letzten in der Öffentlichkeit befindlichen Fallblattanzeiger endete die Ära der Fallblattanzeigen bei der deutschen Eisenbahn.

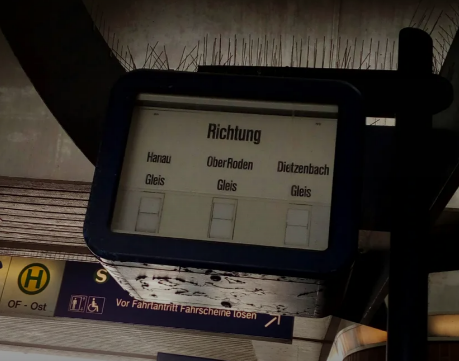
Doppelseitiger Anzeiger in der Unterführung
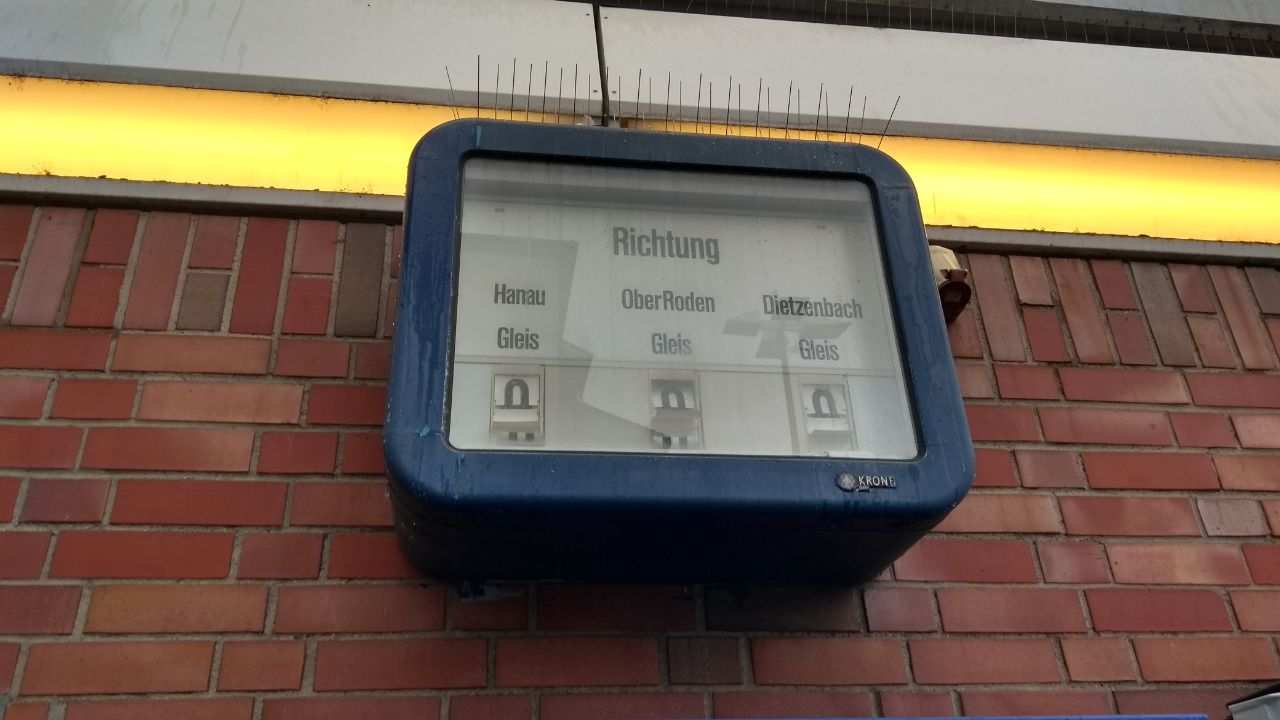
Einseitiger Anzeiger auf südwestlicher Seite
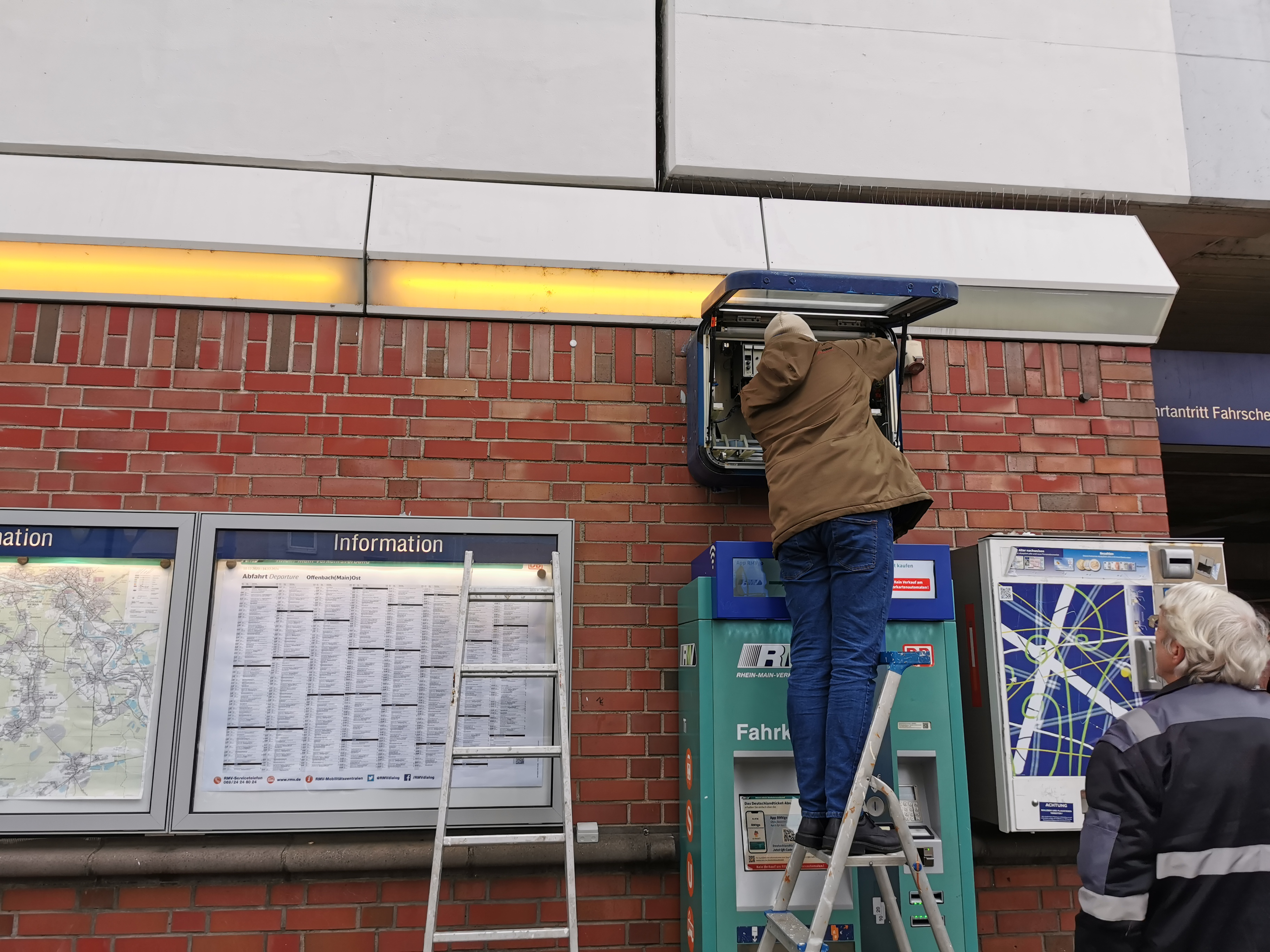
Demontage von einem der Anzeiger am 6. Januar 2024
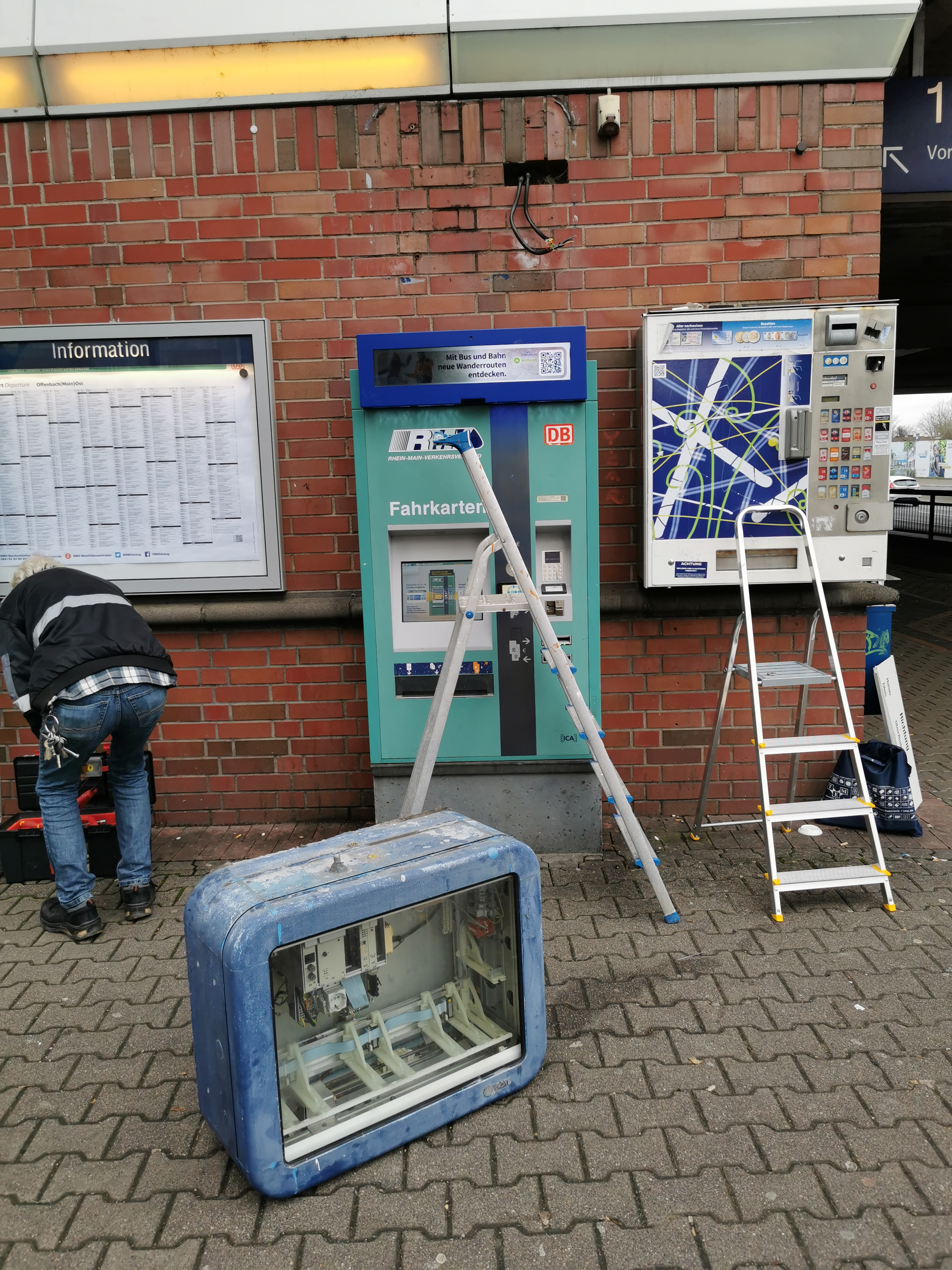
Einer der demontierten Anzeiger
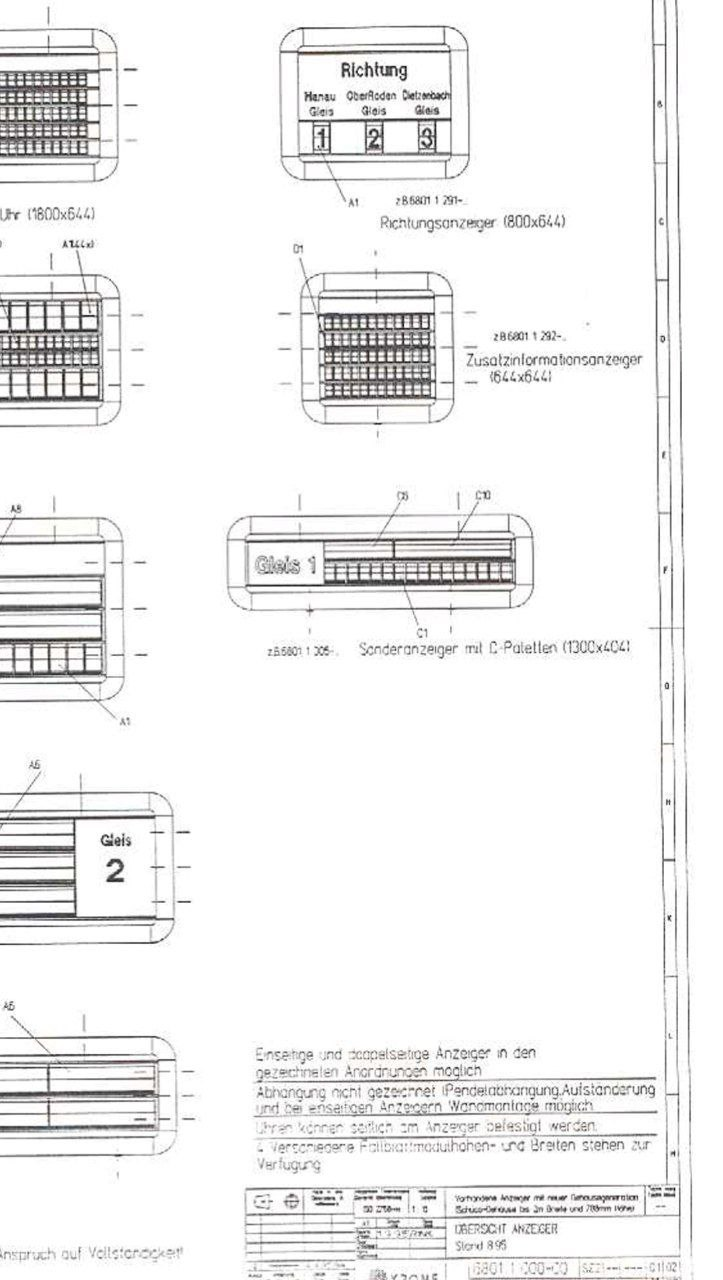
Teilausschnitt der originalen KRONE-Datenblättern.
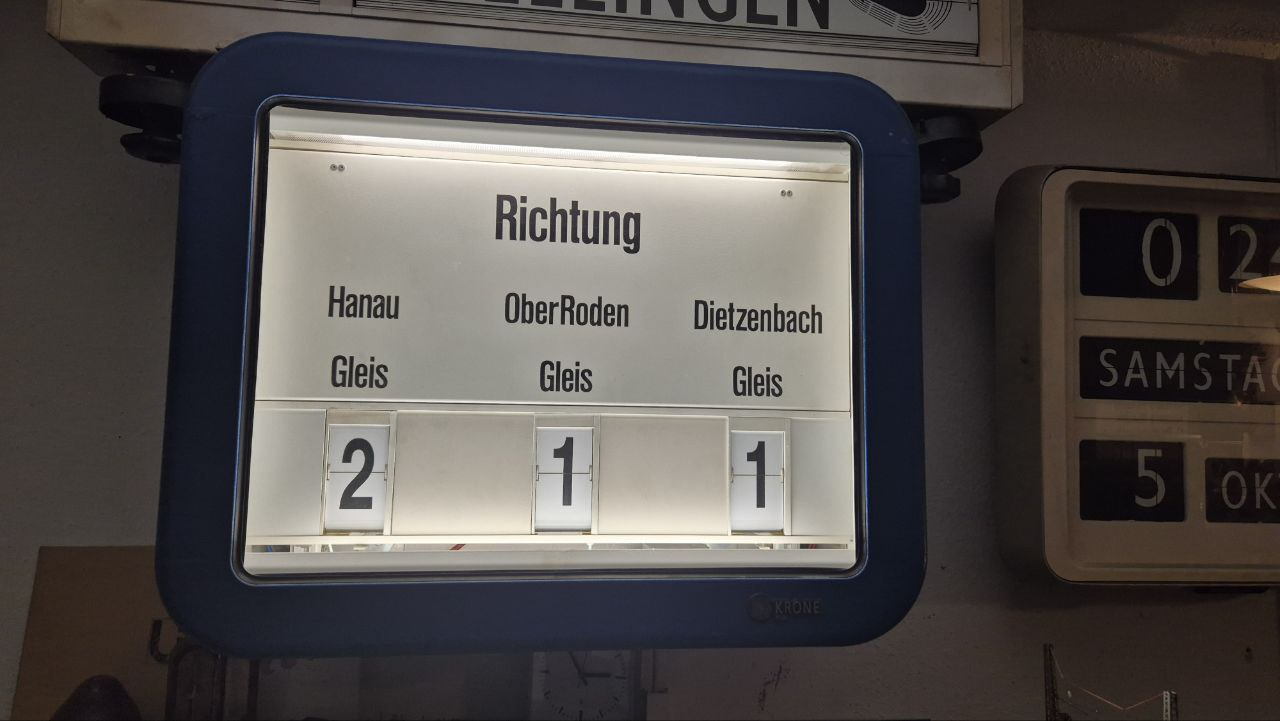
Restaurierter Gleisanzeiger (Privatsammlung)

## Heutige Situation

### Schienenverkehr
Der Bahnhof dient ausschließlich den S-Bahnen der Linien S1, S2, S8 und S9. Die Züge des Regional- und Fernverkehrs fahren ohne Halt durch den Bahnhof.
Alle S-Bahnen verkehren in einem Grundtakt von 30 Minuten. Zur Hauptverkehrszeit wird dieser Grundtakt auf einen 15-Minuten-Takt verdichtet. Da die S8 und S9 auf dem fast gleichen Linienweg verkehren, ist dort der Grundtakt generell 30 Minuten, wobei sich beide zu einem 15-Minuten-Takt ergänzen. Die S8 fährt nur zur Hauptverkehrszeit bis Hanau, ansonsten endet bzw. beginnt sie in Offenbach Ost. Die S1 beginnt vereinzelt in Offenbach Ost und fährt dann nur bis Frankfurt-Höchst oder Hochheim. Im Nachtverkehr von 02:00 bis 04:00 Uhr wird die Station ausschließlich durch die Linie S8 bedient.
| Linie | Verlauf | Takt                                                                                     |
| ----- | --- | ---------------------------------------------------------------------------------------- |
| S1    | Wiesbaden Hbf – Wiesbaden Ost – Mainz-Kastel – Hochheim (Main) – Flörsheim (Main) – Eddersheim – Hattersheim (Main) – Frankfurt-Sindlingen – Frankfurt-Höchst Farbwerke – Frankfurt-Höchst – Frankfurt-Nied – Frankfurt-Griesheim – Frankfurt (Main) Hbf tief – Frankfurt (Main) Taunusanlage – Frankfurt (Main) Hauptwache – Frankfurt (Main) Konstablerwache – Frankfurt (Main) Ostendstraße – Frankfurt (Main) Mühlberg – Offenbach-Kaiserlei – Offenbach Ledermuseum – Offenbach Marktplatz – Offenbach (Main) Ost – Offenbach-Bieber – Offenbach-Waldhof – Obertshausen – Rodgau-Weiskirchen – Rodgau-Hainhausen – Rodgau-Jügesheim – Rodgau-Dudenhofen – Rodgau-Nieder-Roden – Rodgau-Rollwald – Rödermark-Ober Roden | 30 min 15 min (Hochheim–Rödermark zur HVZ und Flörsheim–Offenbach Ost werktags tagsüber) |
| S2    | Niedernhausen (Taunus) – Niederjosbach – Bremthal – Eppstein – Lorsbach – Hofheim (Taunus) – Kriftel – Frankfurt-Zeilsheim – Frankfurt-Höchst Farbwerke – Frankfurt-Höchst – Frankfurt-Nied – Frankfurt-Griesheim – Frankfurt (Main) Hbf tief – Frankfurt (Main) Taunusanlage – Frankfurt (Main) Hauptwache – Frankfurt (Main) Konstablerwache – Frankfurt (Main) Ostendstraße – Frankfurt (Main) Mühlberg – Offenbach-Kaiserlei – Offenbach Ledermuseum – Offenbach Marktplatz – Offenbach (Main) Ost – Offenbach-Bieber – Heusenstamm – Dietzenbach-Steinberg – Dietzenbach Mitte – Dietzenbach Bhf | 30 min 15 min (zur HVZ)                                                                  |
| S8    | Wiesbaden Hbf – Wiesbaden Ost – Mainz Nord – Mainz Hbf – Mainz Römisches Theater – Mainz-Gustavsburg – Mainz-Bischofsheim – Rüsselsheim Opelwerk – Rüsselsheim – Raunheim – Kelsterbach – Frankfurt am Main Flughafen Regionalbahnhof – Frankfurt (Main) Gateway Gardens – Frankfurt am Main Stadion – Frankfurt-Niederrad – Frankfurt (Main) Hbf tief – Frankfurt (Main) Taunusanlage – Frankfurt (Main) Hauptwache – Frankfurt (Main) Konstablerwache – Frankfurt (Main) Ostendstraße – Frankfurt (Main) Mühlberg – Offenbach-Kaiserlei – Offenbach Ledermuseum – Offenbach Marktplatz – Offenbach (Main) Ost (– Mühlheim (Main) – Mühlheim (Main) Dietesheim – Steinheim (Main) – Hanau Hbf) (nur HVZ)                   | 30 min                                                                                   |
| S9    | Wiesbaden Hbf – Wiesbaden Ost – Mainz-Kastel – Mainz-Bischofsheim – Rüsselsheim Opelwerk – Rüsselsheim – Raunheim – Kelsterbach – Frankfurt am Main Flughafen Regionalbahnhof – Frankfurt (Main) Gateway Gardens – Frankfurt am Main Stadion – Frankfurt-Niederrad – Frankfurt (Main) Hbf tief – Frankfurt (Main) Taunusanlage – Frankfurt (Main) Hauptwache – Frankfurt (Main) Konstablerwache – Frankfurt (Main) Ostendstraße – Frankfurt (Main) Mühlberg – Offenbach-Kaiserlei – Offenbach Ledermuseum – Offenbach Marktplatz – Offenbach (Main) Ost – Mühlheim (Main) – Mühlheim (Main) Dietesheim – Steinheim (Main) – Hanau Hbf                                                                                       | 30 min                                                                                   |

Bis zum 13. Juni 2010 fuhren die Hauptverkehrszeitverstärkerzüge der S2 nach Offenbach (Main) Hauptbahnhof, seitdem nutzen auch diese den City-Tunnel Offenbach und den Frankfurter S-Bahn-Tunnel.

### Busverkehr
Der Ostbahnhof wird von Bussen der Offenbacher Verkehrs-Betriebe (OVB) bedient.
- Hauptbahnhof – Kaiserstraße – Rathaus –  Marktplatz – Mathildenplatz –  Offenbach-Ost – Stadion –  Bieber – Markwaldstraße –  Waldhof – Waldhof Industriegebiet
- Frankfurt Prüfling –  Frankfurt Bornheim Mitte –  Frankfurt Eissporthalle/Festplatz –  Kaiserlei Westseite – August-Bebel-Ring – Rathaus –  Marktplatz – Lindenfeld –  Offenbach-Ost – Eibenweg
- Seniorenzentrum – Buchhügelallee – Theodor-Heuss-Schule – Wetterpark – Obere Grenzstraße –  Offenbach-Ost – Hebestraße – Finanzamt –  Marktplatz – Hauptbahnhof – Klinikum Offenbach (Westseite) – Caritas/Buchrainweiher
- Kaiserlei Westseite – Buchrainweg – Lauterborn – Theodor-Heuss-Schule –  Offenbach-Ost – Bürgel – Ernst-Reuter-Schule (– Biebernseeweg)
- Kaiserlei Ostseite – August-Bebel-Ring –  – Rathaus – Marktplatz – Wilhelmsplatz – Friedrichsring –  Offenbach-Ost – Bürgel
- Marktplatz – Wilhelmsplatz –  Offenbach-Ost – Neuer Friedhof –  Mühlheim – Lämmerspiel – Hausen – Obertshausen Haus Jona

## Zukunft
Die Stadt Offenbach am Main strebte nach Inbetriebnahme der südmainischen S-Bahn an, den Hauptbahnhof und den Bahnhof Offenbach Ost funktional zusammenzulegen, um dort Bus-, S-Bahn-, Regional- und Fernverkehr zu verknüpfen. Diese Pläne wurden aber wieder verworfen, da die Deutsche Bahn auf die gute Erreichbarkeit Frankfurts von Offenbach aus und auf die gut ausgelastete Bahnstrecke Hanau–Frankfurt verwies.
Zwar würde der Umbau die ÖPNV-Situation in Offenbach verbessern, aber der Umbau wäre so aufwendig und teuer, dass es günstiger wäre, den Offenbacher Hauptbahnhof zu modernisieren, statt den Bahnhof Offenbach Ost auszubauen.